# Joseph-Pons d'Arnaud
Théodore Louis Joseph-Pons d'Arnaud, dit Arnaud-Bey, né à Seyne le 23 mai 1813 et mort à Chatou, le 8 juin 1884, est un ingénieur géographe et explorateur français.

## Biographie
Entré au service du gouvernement égyptien en 1830 pour participer à des travaux d'irrigation, il prend part à deux expéditions pour le compte de Muhammad Ali, dont celle de 1840-1841 avec Sabatier et Werne afin de rechercher les sources du Nil.
Il atteint Gondokoro, découvre que la source du Nil Blanc n'est pas le lac No et que le fleuve ne vient pas d'Éthiopie. Il étudie les différents peuples, visite les sites de Mareb et de Sirwah au Yémen (1843) et ramène de ses voyages de nombreuses collections.
Il reçoit en 1844 la médaille d'or de la Société de géographie et publie l'année suivante ses recherches. Membre de l'Institut égyptien d'Alexandrie, il refuse de publier ses cartes du haut-Nil qui ne seront transmises ) la Société de géographie qu'en 1881.
En 1852, avec Alexandre Vayssière, il découvre la mouche Tsé-tsé. Nommé lieutenant-colonel du Génie en 1856, il est chargé de la Compagnie égyptienne de remorquage à la vapeur.
Il effectue dans les années 1860 d'autres exploration du Soudan, et fournit notamment parmi les premiers relevés de Khartoum. En 1882, il identifie aussi l'Ouabaio (aujourd'hui Acocanthera).

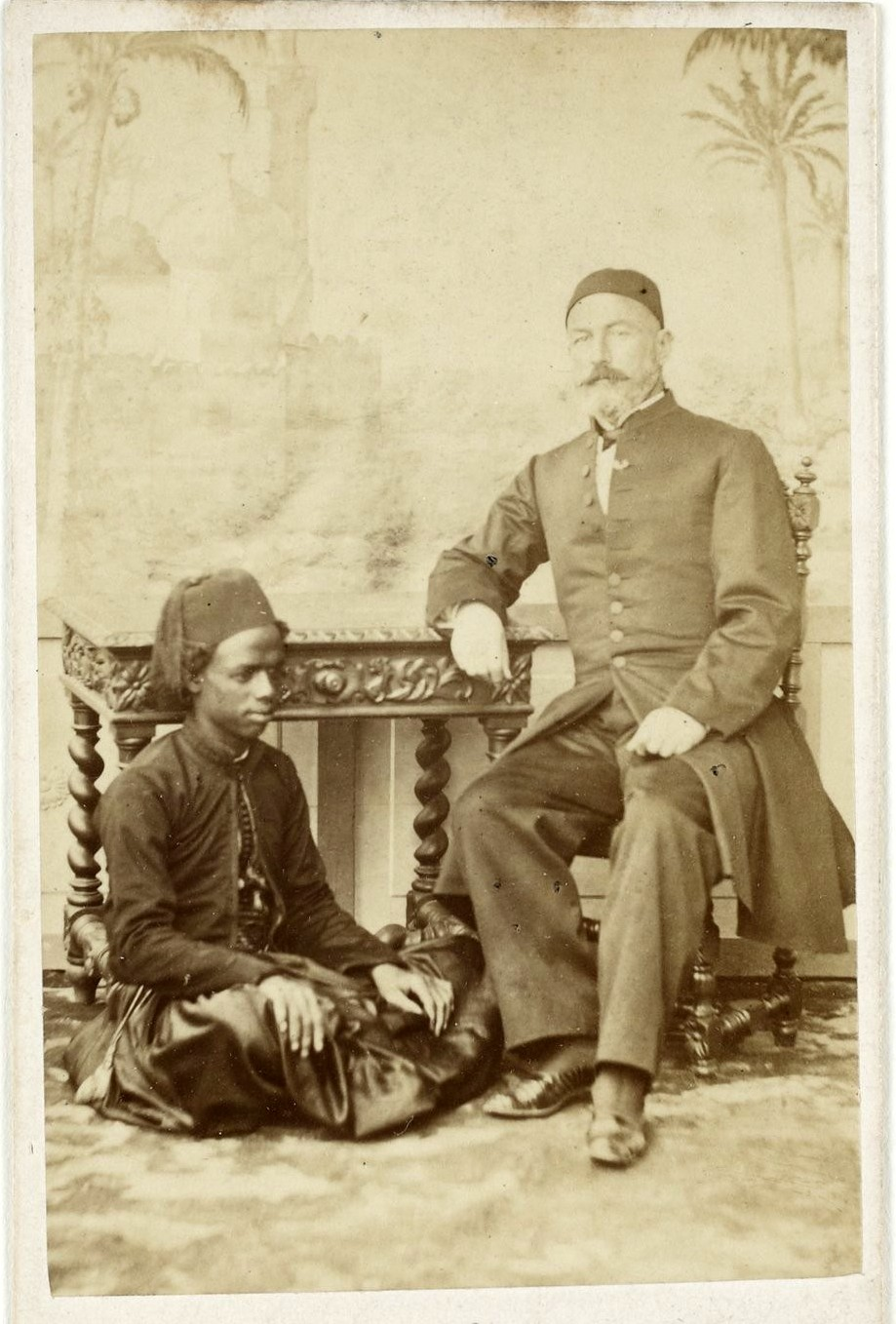
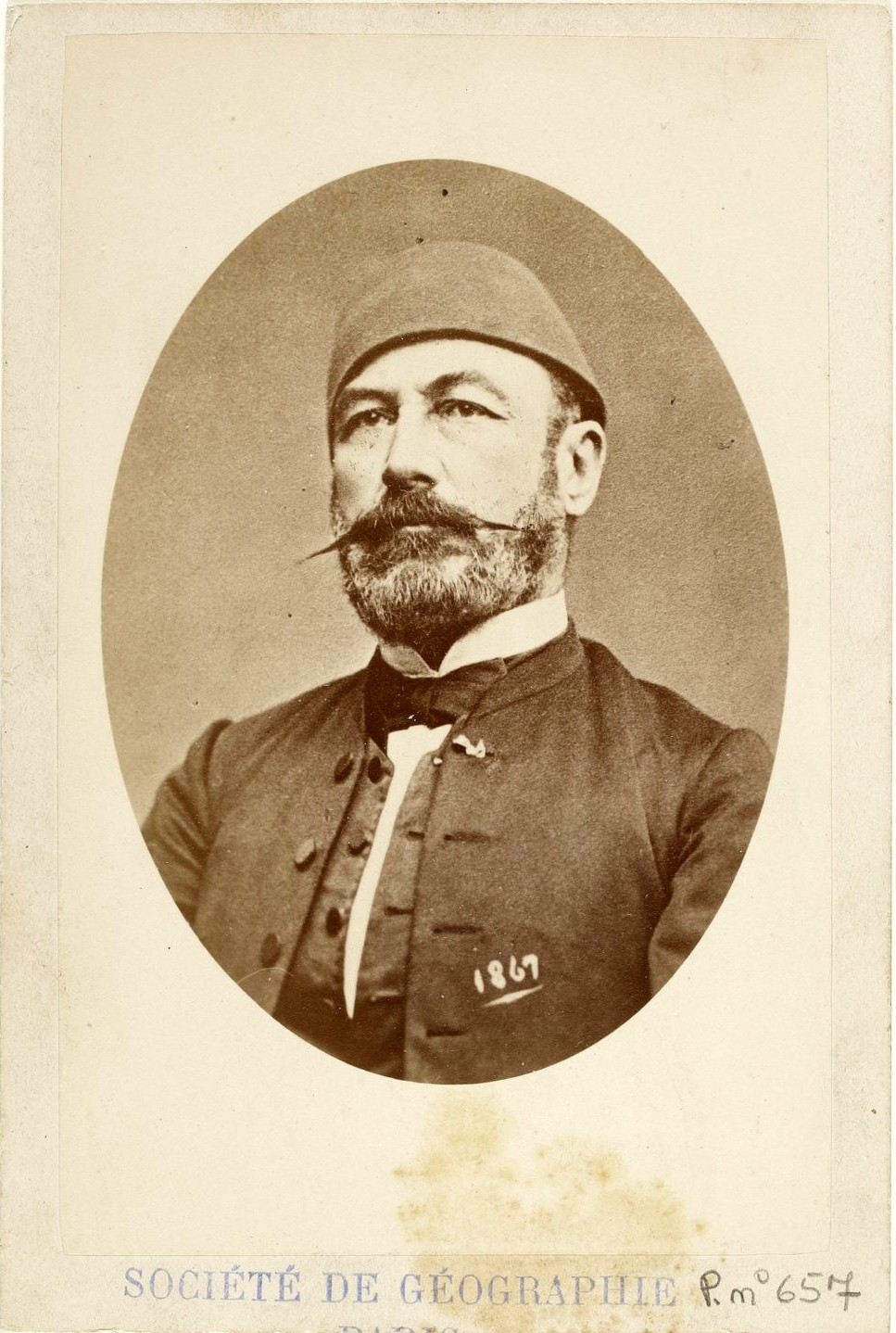